# Mikel Elorza
Pour les articles homonymes, voir Elorza.
Elorza  Pagaldai est un nom espagnol. Le premier nom de famille, en général paternel, est Elorza ; le second, en général maternel, souvent omis, est Pagaldai.
Mikel Elorza Pagaldai (né le 7 janvier 1991 à Azkoitia) est un coureur cycliste espagnol.

## Biographie
En 2011, Mikel Elorza s'impose sur le Mémorial José María Anza, une course du calendrier amateur basque. Quatre ans plus tard, il remporte une étape du Tour de Lleida et du Tour de León, sous les couleurs d'Ampo-Goierriko TB. Il obtient également diverses places d'honneur. Sa saison 2016 est ensuite gâchée par une blessure. Il parvient toutefois à remporter une étape du Tour de Galice.
En 2017, il quitte les rangs amateurs pour rejoindre la formation continentale Amore & Vita-Selle SMP-Fondriest. Il dispose cependant d'un faible calendrier qui ne lui permet pas de s'exprimer pleinement au niveau professionnel. Trente-quatrième du Trophée Matteotti, ou encore quarantième du Tour des Apennins, il n'est pas conservé par ses dirigeants en fin d'année,. 
Pour la saison 2018, Mikel Elorza souhaite intégrer une équipe professionnelle basque, mais n'y parvient pas. Il envisage alors de mettre un terme à sa carrière. Il poursuit finalement la compétition en rejoignant l'équipe continentale Inteja-Dominican au mois de mars. 

## Palmarès
- 2008
  - Champion du Guipuscoa de cyclo-cross juniors[4]
- 2011
  - Mémorial José María Anza
- 2013
  - 2e du Mémorial Etxaniz
  - 3e de la Lazkaoko Proba
- 2014
  - 2e du Trofeo Santiago en Cos
- 2015
  - 1re étape du Tour de Lleida
  - 2e étape du Tour de León
  - 3e du Circuito de Pascuas
  - 3e de la Prueba Alsasua
- 2016
  - 1re (contre-la-montre par équipes) et 2e étapes du Tour de Galice